# Nick Kenny
Nicholas „Nick“ Kenny (* 16. Dezember 1993 in Cwmbran) ist ein walisischer Dartspieler.

## Karriere
Nick Kenny gewann 2010 den WDF Europe Cup Youth. Seit 2011 spielt Kenny auf der PDC Development Tour und 2014 konnte er dort zwei Turniere gewinnen. Beim World Masters 2014 besiegte der Waliser Tony O’Shea, Ted Hankey und Scott Waites, ehe er mit 2:3 gegen Martin Adams im Achtelfinale ausschied. Im gleichen Jahr siegte Kenny bei den Cambridgeshire Open und Latvia Open. 2015 folgten Turniersiege bei den Isle of Man Open und den Scottish Open. Bei der BDO World Trophy 2016 konnte Kenny zum Auftakt den Niederländer Wesley Harms besiegen. Eine Runde später unterlag er Mark McGeeney mit 6:7.
Kenny qualifizierte sich für die BDO World Darts Championship 2017, unterlag jedoch bei seiner BDO-Weltmeisterschaftspremiere dem Topfavoriten Glen Durrant. Bei seiner zweiten BDO World Trophy Teilnahme konnte er Martin Atkins in der ersten Runde mit 6:4 schlagen. Auf diesen Sieg folgte ein 6:0-Sieg in der zweiten Runde gegen den Kanadier Jeff Smith und auch im Viertelfinale konnte der Kenny mit 7:2 über Ross Montgomery als Sieger die Partie beenden. Im Halbfinale schied er dann schließlich mit 5:8 gegen seinen Landsmann Martin Phillips aus. Bei seiner zweiten Teilnahme an den BDO World Darts Championship 2018 schied Kenny erneut in Runde 1 aus. Es folgte der Turniersieg bei den Helvetia Open, wo er mit 5:4 im Finale gegen den Deutschen Michael Unterbuchner sich durchsetzte. Im darauffolgenden Jahr 2019 verpasste Kenny seine dritte Teilnahme an der BDO-Weltmeisterschaft, konnte aber im August die Belgium Open und wenig später die French Open gewinnen. Bei der BDO World Trophy 2019 erreichte er dieses Mal das Achtelfinale. Beim WDF World Cup erreichte Kenny das Halbfinale und konnte außerdem mit Wales im 4er-Team siegen. Auch bei seiner dritten Teilnahme an der BDO World Darts Championship 2020 schied Kenny in Runde eins aus. Anfang 2020 nahm der Waliser an der PDC Qualifying School teil, wo er am vierten Tag eine Tourkarte gewinnen konnte. Bei seiner ersten Teilnahme an den Players Championships 2020 erreichte Kenny direkt das Achtelfinale. Des Weiteren debütierte er bei den UK Open 2020 schied jedoch in Runde 2 gegen Bradley Brooks aus. Es folgte der Gruppensieg am fünften Abend der PDC Home Tour sowie sein erstes PDC-Pro-Tour-Halbfinale bei der Autumn Series Mitte September.
Ende November konnte Kenny sich über den UK Tour Card Holders' Qualifier für die PDC World Darts Championship 2021 qualifizieren. Dabei gewann er sein erstes Spiel mit 3:2 in Sätzen gegen Derk Telnekes, bevor er mit 1:3 gegen Jermaine Wattimena verlor.
Bei den UK Open 2021 gewann Kenny sein erstes Spiel mit 6:5 gegen Ryan Meikle, unterlag dann aber mit 5:6 gegen Kai Fan Leung. Für weitere Majors konnte Kenny sich nicht qualifizieren. Auch auf der Pro Tour konnte Kenny nicht wirklich aufspielen. Dafür errang er aber erneut beim Tour Card Holder Qualifier einen Startplatz für die WM.
So traf er bei der PDC World Darts Championship 2022 auf Rowby-John Rodriguez, gegen den er aber keinen Satz gewinnen konnte und damit in Runde eins ausschied. Auch seine Tour Card musste er am Ende dieser Saison abgeben und startete deshalb bei der Q-School 2022 in der Final Stage. Seine Tour Card zurückgewinnen konnte er jedoch nicht. Als Teil des walisischen Teams beim WDF Europe Cup 2022 kam Kenny im Einzel bis ins Achtelfinale und im Doppel zusammen mit Sam Cankett sogar ins Halbfinale. Bei den Teamwettbewerben schied Wales im Viertelfinale aus.
Ende November nahm Kenny an zwei WDF-Turnieren in Italien teil. Hierbei erreichte er bei den Italian Grand Masters das Finale, welches er jedoch mit 3:5 gegen James Hurrell verlor. Tags darauf spielte er sich bei den Italian Open ins Halbfinale.
Beim World Masters 2022 Anfang Dezember spielte sich Kenny bis ins Viertelfinale. Hierbei unterlag er jedoch Danny Lauby mit 2:5. An der Q-School 2023 nahm Kenny wieder teil. Er qualifizierte sich hierbei per Tagessieg am zweiten Tag für die Final Stage, wo er am letzten Tag über die Rangliste die Tour Card erspielen konnte.

## Titel

### WDF
- Sonstige
  - Bruges Open: (1) 2019
  - French Open: (1) 2019
- Silber-Turniere 
  - Romanian Open: (1) 2020

### PDC
- Secondary Tour Events
  - PDC Development Tour
    - PDC Youth Tour 2014: 1, 10

## Weltmeisterschaftsresultate

### BDO
- 2017: 1. Runde (1:3-Niederlage gegen  Glen Durrant)
- 2018: 1. Runde (0:3-Niederlage gegen  Dennie Olde Kalter)
- 2020: 1. Runde (2:3-Niederlage gegen  Willem Mandigers)

### PDC-Junioren
- 2011: 1. Runde (2:4-Niederlage gegen  Arron Monk)
- 2012: 2. Runde (4:5-Niederlage gegen  Ash Khayat)
- 2015: 2. Runde (3:6-Niederlage gegen  Jeffrey de Zwaan)
- 2016: 1. Runde (2:6-Niederlage gegen  Adam Smith-Neale)

### PDC
- 2021: 2. Runde (1:3-Niederlage gegen  Jermaine Wattimena)
- 2022: 1. Runde (0:3-Niederlage gegen  Rowby-John Rodriguez)
- 2025: 3. Runde (0:4-Niederlage gegen  Luke Humphries)

## Turnierergebnisse
| Turnier                     | 2012                       | 2013                       | 2014                       | 2015                       | 2016                       | 2017                       | 2018                       | 2019                       | 2020               | 2021               | 2022               | 2023               | 2024              | 2025              |
| --------------------------- | -------------------------- | -------------------------- | -------------------------- | -------------------------- | -------------------------- | -------------------------- | -------------------------- | -------------------------- | ------------------ | ------------------ | ------------------ | ------------------ | ----------------- | ----------------- |
| BDO-Major-Turniere          |                            |                            |                            |                            |                            |                            |                            |                            |                    |                    |                    |                    |                   |                   |
| Weltmeisterschaft           | nicht qualifiziert         | nicht qualifiziert         | nicht qualifiziert         | nicht qualifiziert         | nicht qualifiziert         | 1R                         | 1R                         | n/q                        | 1R                 | Verband insolvent  | Verband insolvent  | Verband insolvent  | Verband insolvent | Verband insolvent |
| World Trophy                | n/a                        | n/a                        | n/q                        | n/q                        | AF                         | HF                         | n/q                        | AF                         | n/a                | Verband insolvent  | Verband insolvent  | Verband insolvent  | Verband insolvent | Verband insolvent |
| World Masters               | 1R                         | 2R                         | AF                         | 2R                         | 1R                         | 5R                         | 1R                         | n/t                        | n/a                | Verband insolvent  | Verband insolvent  | Verband insolvent  | Verband insolvent | Verband insolvent |
| WDF-Platin-/Major-Turniere  |                            |                            |                            |                            |                            |                            |                            |                            |                    |                    |                    |                    |                   |                   |
| WDF World Cup               | n/a                        | n/t                        | n/a                        | n/t                        | n/a                        | n/t                        | n/a                        | HF                         | nicht ausgetragen  | nicht ausgetragen  | nicht ausgetragen  | n/t                | n/a               | n/t               |
| WDF Europe Cup              | n/t                        | n/a                        | n/t                        | n/a                        | 3R                         | n/a                        | 4R                         | nicht ausgetragen          | nicht ausgetragen  | nicht ausgetragen  | n/t                | n/a                | n/t               | n/a               |
| World Masters               | nicht ausgetragen          | nicht ausgetragen          | nicht ausgetragen          | nicht ausgetragen          | nicht ausgetragen          | nicht ausgetragen          | nicht ausgetragen          | nicht ausgetragen          | nicht ausgetragen  | nicht ausgetragen  | VF                 | n/a                | n/t               | n/a               |
| PDC-Ranking-Turniere        |                            |                            |                            |                            |                            |                            |                            |                            |                    |                    |                    |                    |                   |                   |
| Weltmeisterschaft           | nicht teilgenommen         | nicht teilgenommen         | nicht teilgenommen         | nicht teilgenommen         | nicht teilgenommen         | nicht teilgenommen         | nicht teilgenommen         | nicht teilgenommen         | nicht teilgenommen | 2R                 | 1R                 | n/q                | n/q               | 3R                |
| World Masters               | nicht ausgetragen          | nicht ausgetragen          | nicht ausgetragen          | nicht ausgetragen          | nicht ausgetragen          | nicht ausgetragen          | nicht ausgetragen          | nicht ausgetragen          | nicht ausgetragen  | nicht ausgetragen  | nicht ausgetragen  | nicht ausgetragen  | nicht ausgetragen | VR                |
| UK Open                     | nicht teilgenommen         | nicht teilgenommen         | nicht teilgenommen         | nicht teilgenommen         | nicht teilgenommen         | nicht teilgenommen         | nicht teilgenommen         | nicht teilgenommen         | 2R                 | 3R                 | n/q                | 2R                 | 4R                | 4R                |
| Players Championship Finals | nicht teilgenommen         | nicht teilgenommen         | nicht teilgenommen         | nicht teilgenommen         | nicht teilgenommen         | nicht teilgenommen         | nicht teilgenommen         | nicht teilgenommen         | nicht qualifiziert | nicht qualifiziert | nicht qualifiziert | nicht qualifiziert | 1R                |                   |
| Karrierestatistiken         |                            |                            |                            |                            |                            |                            |                            |                            |                    |                    |                    |                    |                   |                   |
| Jahresendplatzierung        | unbekannt                  | unbekannt                  | unbekannt                  | 71                         | 20                         | 22                         | 30                         | 6                          | 113                | 78                 | 22                 | 122                | 76                |                   |
| Verband                     | British Darts Organisation | British Darts Organisation | British Darts Organisation | British Darts Organisation | British Darts Organisation | British Darts Organisation | British Darts Organisation | British Darts Organisation | PDC                | PDC                | WDF                | PDC                | PDC               | PDC               |

| Legende zu den Turnierergebnissen | Legende zu den Turnierergebnissen | Legende zu den Turnierergebnissen | Legende zu den Turnierergebnissen | Legende zu den Turnierergebnissen | Legende zu den Turnierergebnissen | Legende zu den Turnierergebnissen | Legende zu den Turnierergebnissen | Legende zu den Turnierergebnissen | Legende zu den Turnierergebnissen |
| --------------------------------- | --------------------------------- | --------------------------------- | --------------------------------- | --------------------------------- | --------------------------------- | --------------------------------- | --------------------------------- | --------------------------------- | --------------------------------- |
| n/t                               | nicht teilgenommen                | n/q                               | nicht qualifiziert                | n/a                               | nicht ausgetragen                 | #R                                | Aus in jeweiliger Runde           | GP                                | Aus in der Gruppenphase           |
| AF                                | Achtelfinalist                    | VF                                | Viertelfinalist                   | HF                                | Halbfinalist                      | F                                 | Turnierfinalist                   | S                                 | Turniersieger                     |